# Витязево
Ви́тязево — село (в 1986—2004 годы — рабочий посёлок) в Краснодарском крае. Входит в состав муниципального образования «город-курорт Анапа».
Образует подчинённый администрации Анапы «Витязевский сельский округ», как единственный населённый пункт в его составе.

## География

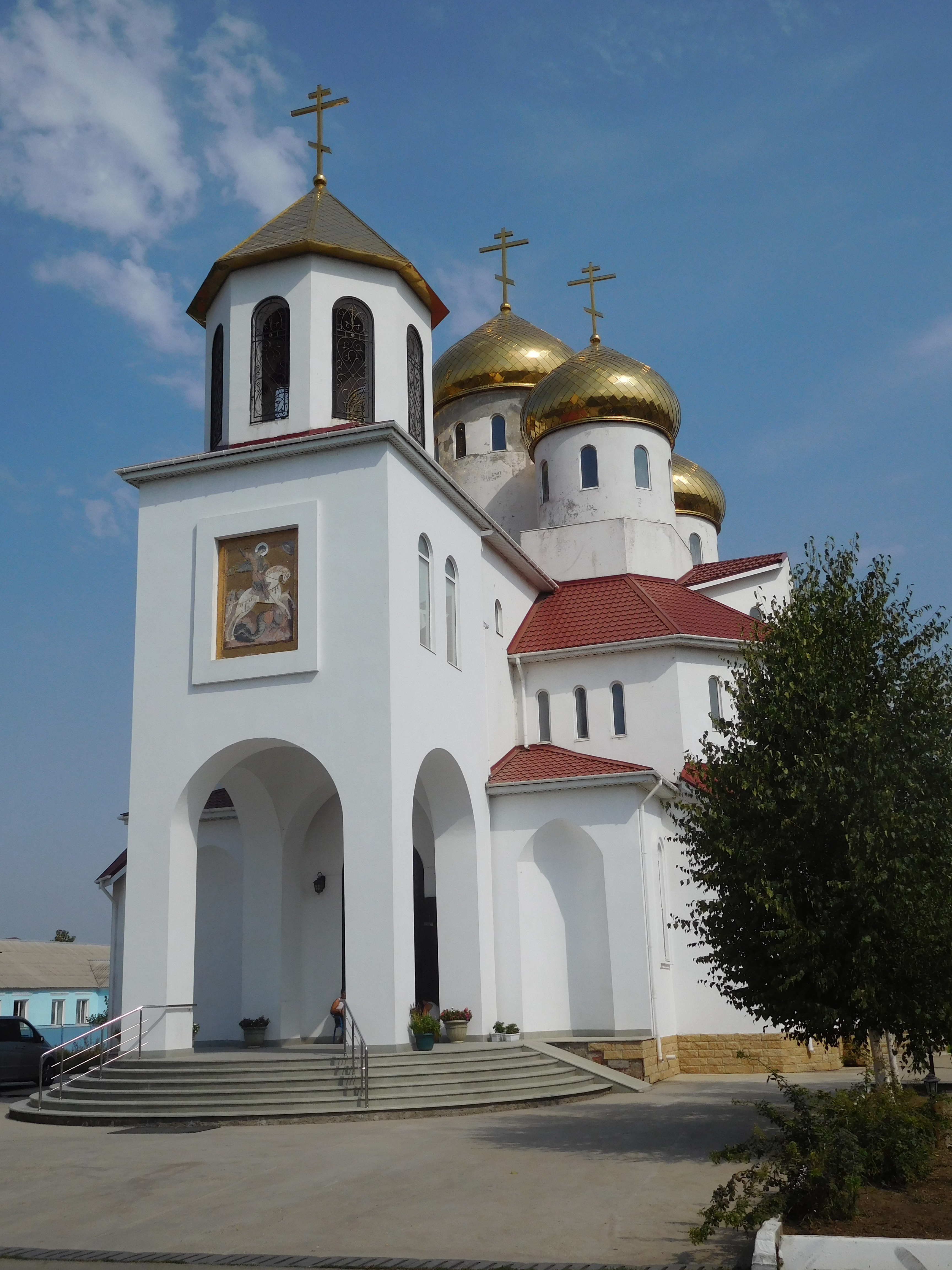
Храм в честь Святого Георгия Победоносца освящён в 2011 году

Расположено в 11 км севернее центра Анапы (в конце Пионерского проспекта), на берегу Витязевского лимана. Имеется благоустроенный пляж на берегу Чёрного моря (песок с примесью ракушек) шириной около 200 м. Пляжный сезон длится с начала июня по конец сентября.
Со стороны равнины селение окружено виноградниками. Центром населённого пункта считается место расположения зданий администрации и общественной организации греков, а также православного храма в честь Святого Георгия Победоносца и мемориальной доски с именами жертв сталинских репрессий.
Наименование «Витязево» носит также аэропорт Анапы.

## История
С 1837 по 1854 год на месте современного Витязево существовала станица Витязевская, которая была названа в честь майора Н. Витязя. В 1862 году на месте станицы возникло селение Витязевское — первое в Кубанской области место компактного поселения понтийских греков. До настоящего времени местные греки сохранили понтийский диалект греческого языка. У адыгов станица носит название адыг. Уэстыгъай, от адыг. остыгъай — «пихта».
В 1990-е годы село составило Витязевский сельский округ, который подчинён администрации города Анапы.
По состоянию на 2017 год Витязево является модным и популярным российским морским курортом на песчаных пляжах, сложенных тысячелетними естественными наносами песка. В посёлке находятся два четырёхзвёздочных отеля — санаторий «Аквамарин» и лечебно-оздоровительный комплекс «Витязь», в общей сложности более трёхсот санаториев, пансионатов, отелей, баз отдыха, гостевых домов и детских оздоровительных лагерей общей ёмкостью более ста тысяч мест. В 2016—2019 годах в Витязево отдохнули более чем два миллиона человек ежегодно.
Наиболее острыми проблемами посёлка являются высыхание Витязевского лимана (после перекрытия его связи с морем), что чревато ухудшением микроклимата и экологической обстановки; отсутствие объездной дороги вокруг посёлка, из-за чего потоки транзитного автотранспорта двигаются по центральным улицам курорта; массовая беспорядочная несанкционированная торговля некачественными товарами и продуктами питания.
23 сентября 2017 года Витязево отметило 180-летнюю годовщину основания.

## Население
| 1926 | 1989  | 2002  | 2010  | 2021    |
| ---- | ----- | ----- | ----- | ------- |
| 1161 | ↗5268 | ↗6026 | ↗7936 | ↗13 716 |

## Достопримечательности

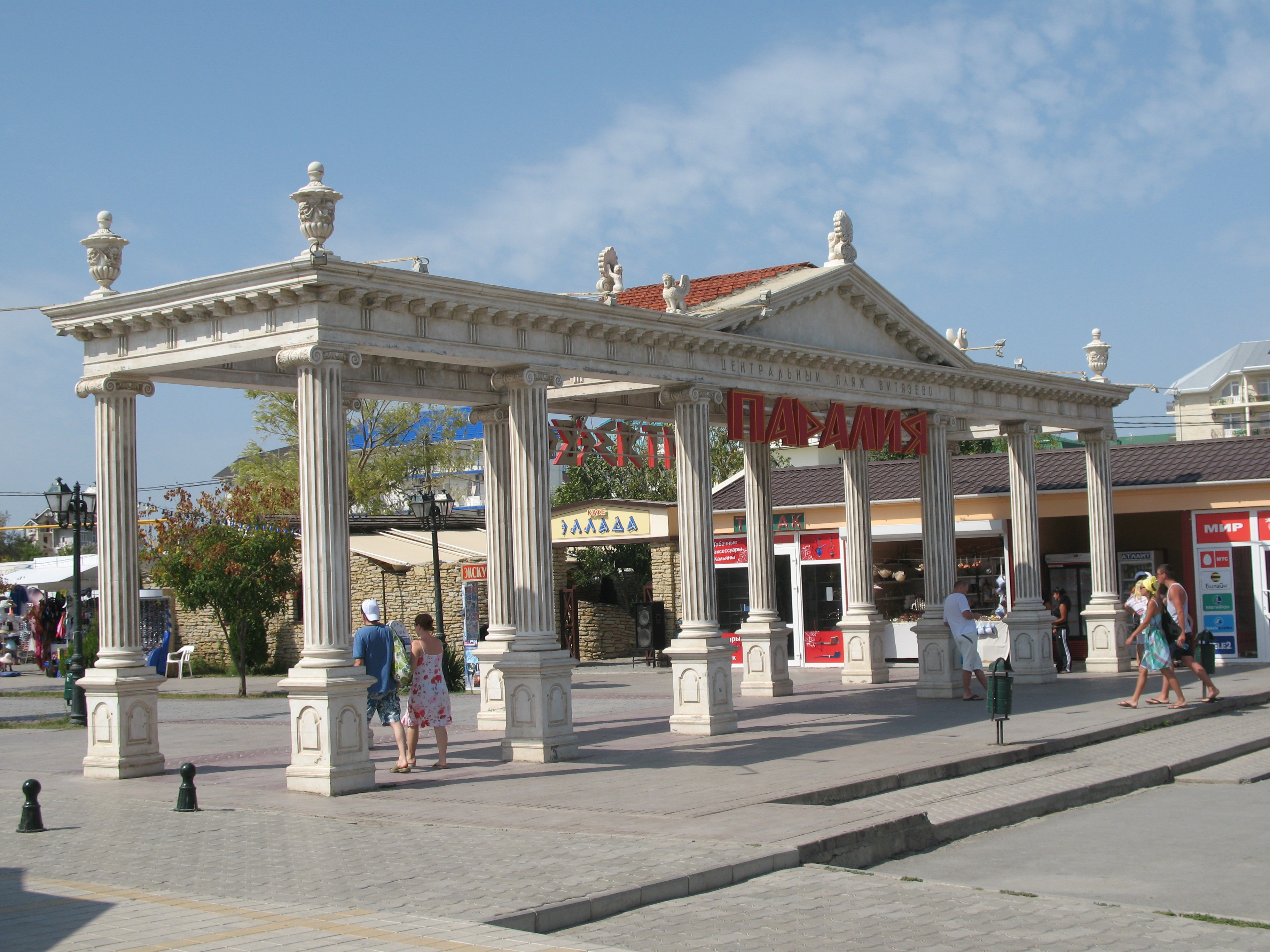
бульвар «Паралия»

Основная достопримечательность Витязево и популярное место прогулок отдыхающих в посёлке — бульвар «Парали́я» (в переводе с греческого — пляж), спроектированная главой сельской администрации Георгием Ивановичем Сенгеровым (в должности с 1990 по 2001 годы) и построенная местными предпринимателями под руководством И. А. Казазиди из современных материалов в «древнегреческом стиле». Витязево также получило известность своими лечебными грязями, добываемыми в лимане и используемыми при лечении опорно-двигательного аппарата.
В 290 м от берега на дне моря находится сухогруз «Одесский Горсовет», потопленный немецкими войсками в 1943 году.
В Витязево работает винный завод. Центральный бульвар посёлка — «Паралия» имеет множество магазинов, кафе и ресторанов, парк аттракционов. Рядом расположен современный аквапарк «Олимпия».

## Транспорт

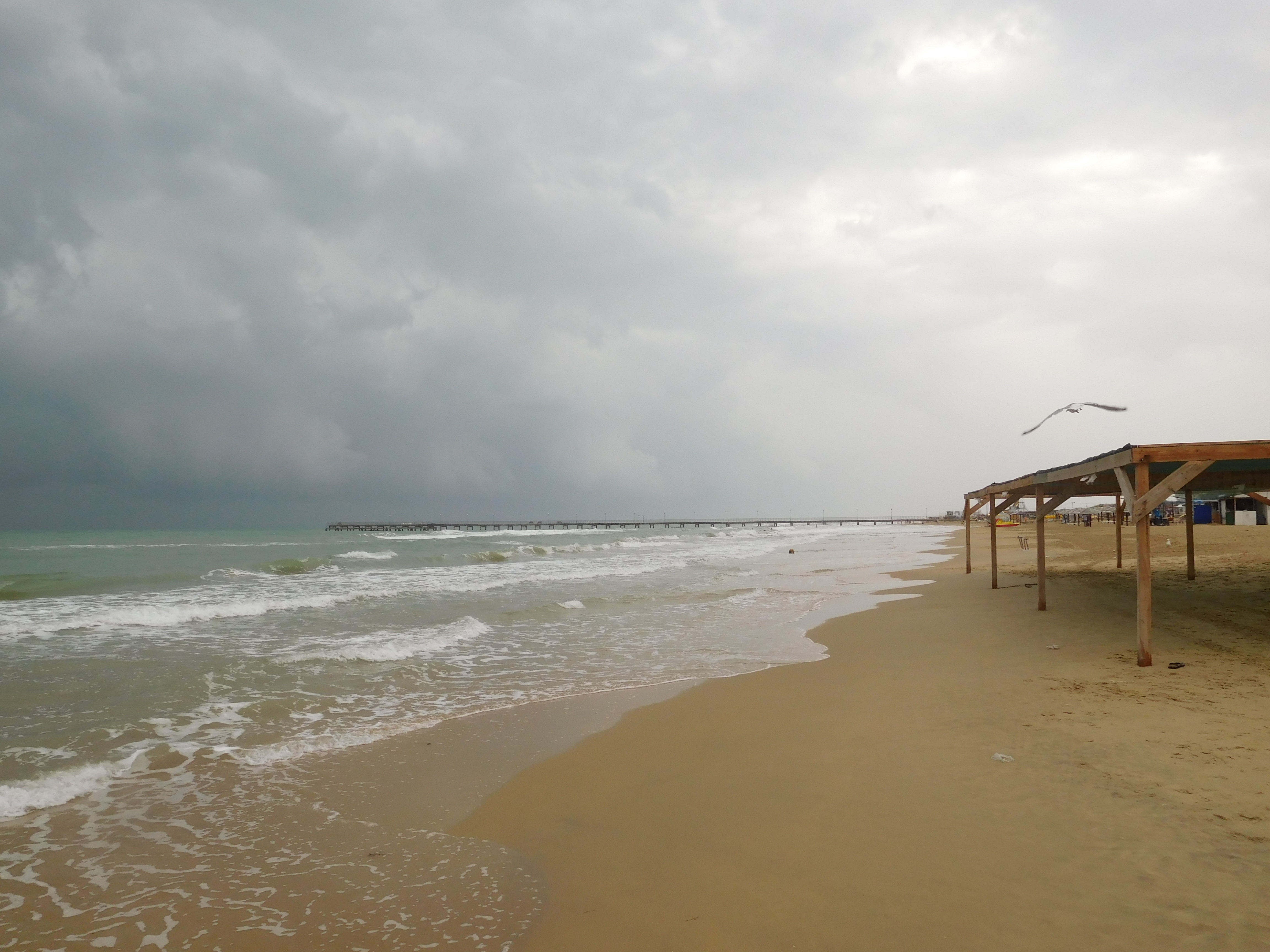
Осень в Витязево

- Автобус № 23 (Винзавод — Пляж — за кафе «Рваные паруса»), ходит только летом.
- Автобус № 23а (хутор Песчаный — Паралия — пансионат «Чайка»), ходит только летом[источник не указан 1885 дней].
- Автобус № 114 Анапа — Витязево.
- Автобус № 128 (пансионат НИКО — ТРЦ «Красная Площадь»).

## Витязево в популярной культуре
- Аэропорт и посёлок упоминаются в книге Максима Шахова «„Боинг“ идёт на таран»[11].
- В Витязево происходит часть действия романа Марины Серовой «Сын крестного отца»[12].
- В Витязево происходит действие романа «В августе 79-го, или Back in the USSR» Азата Ахмарова[13].

## Галерея

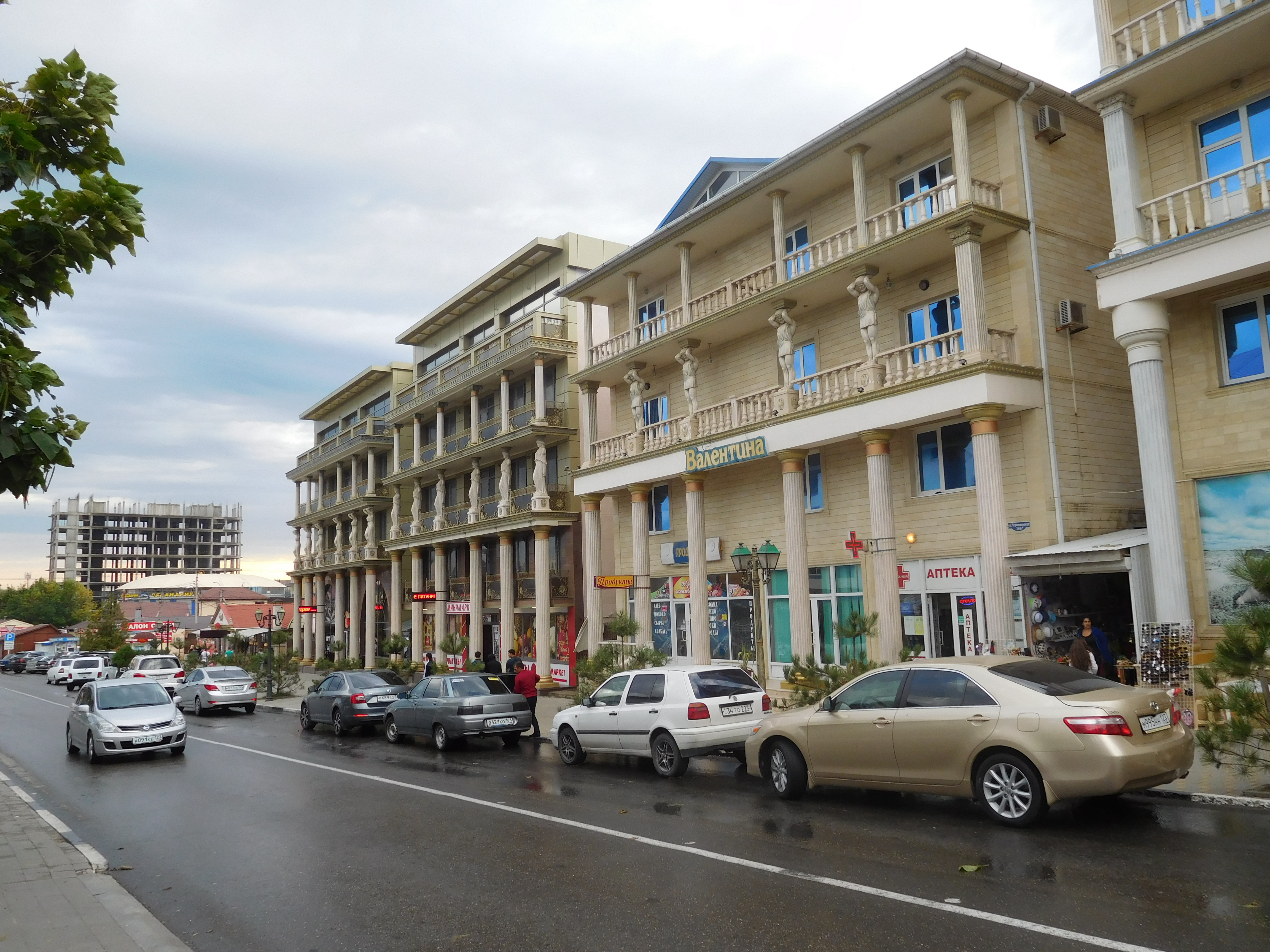
Черноморская улица
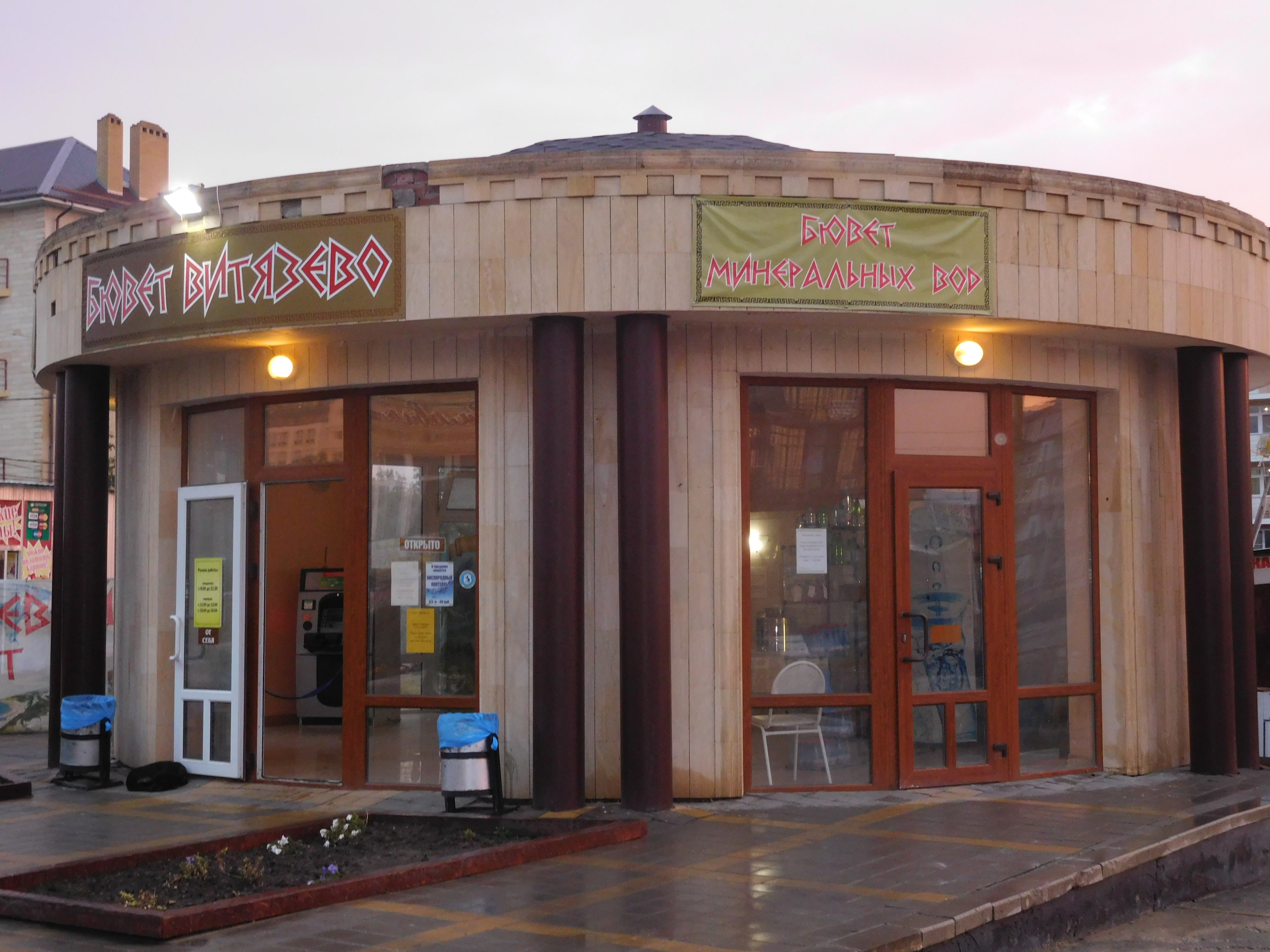
Бювет
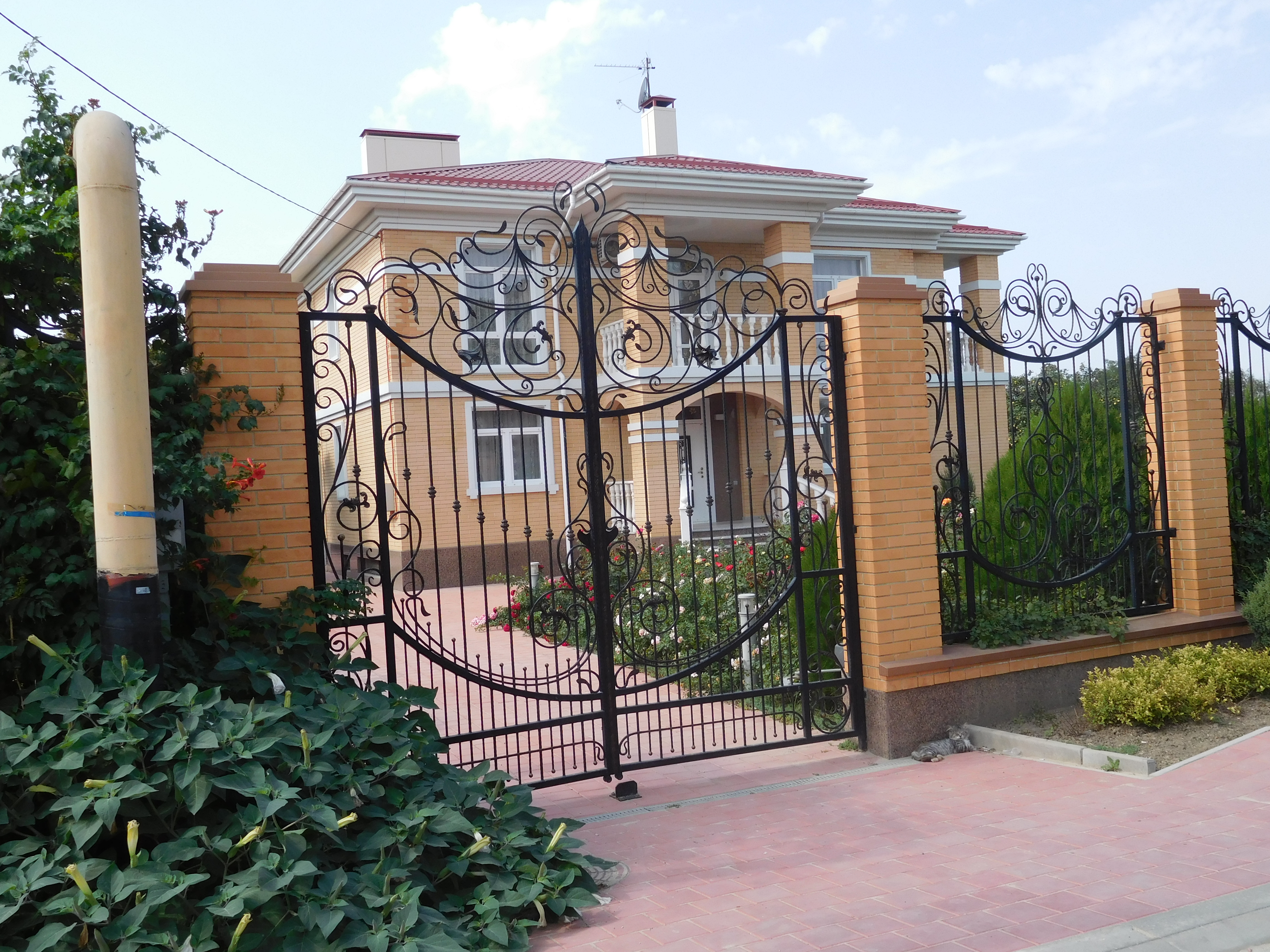
Типичный дом и двор в средиземноморском стиле
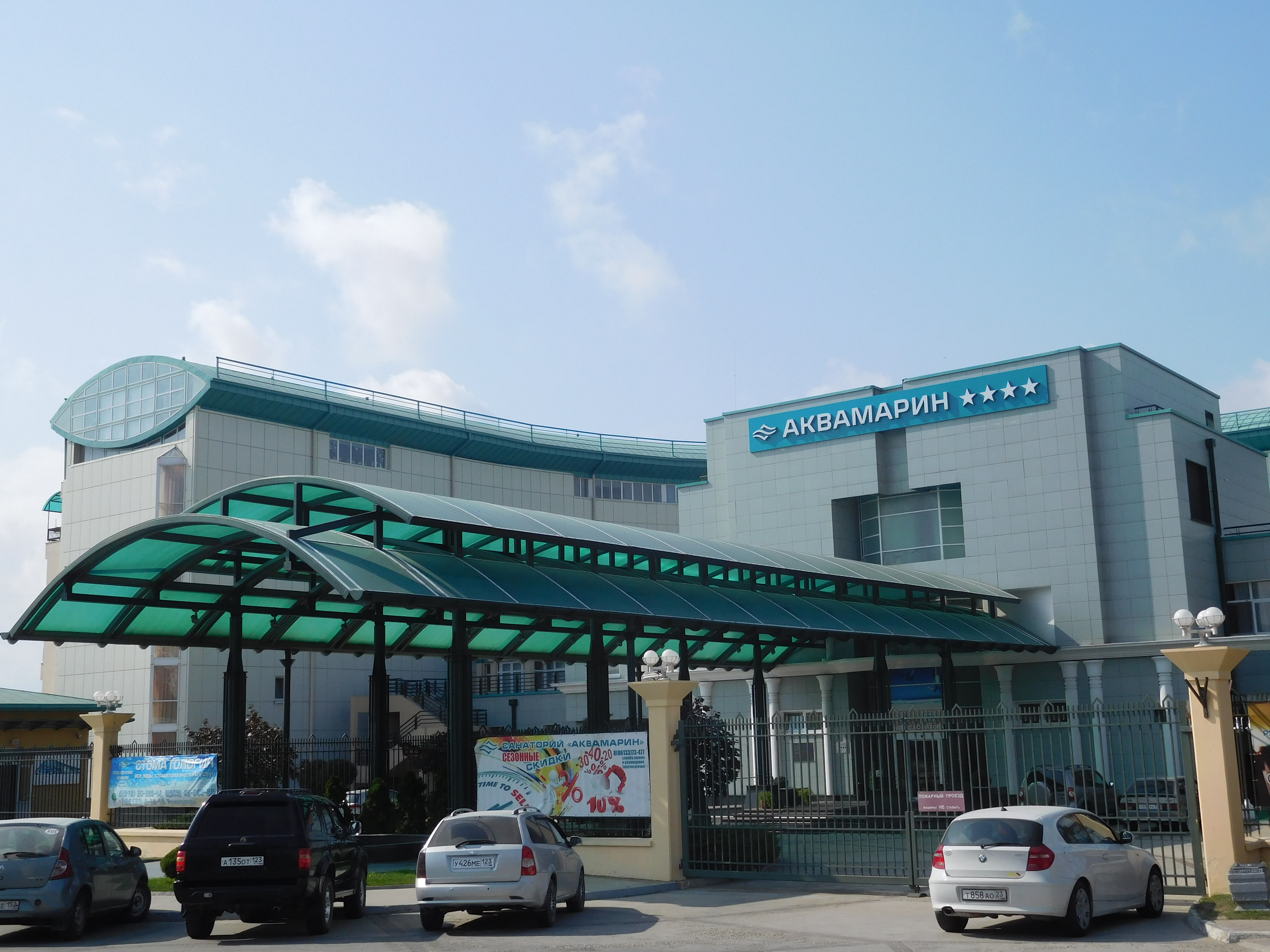
Крупнейший в Витязево санаторий «Аквамарин»
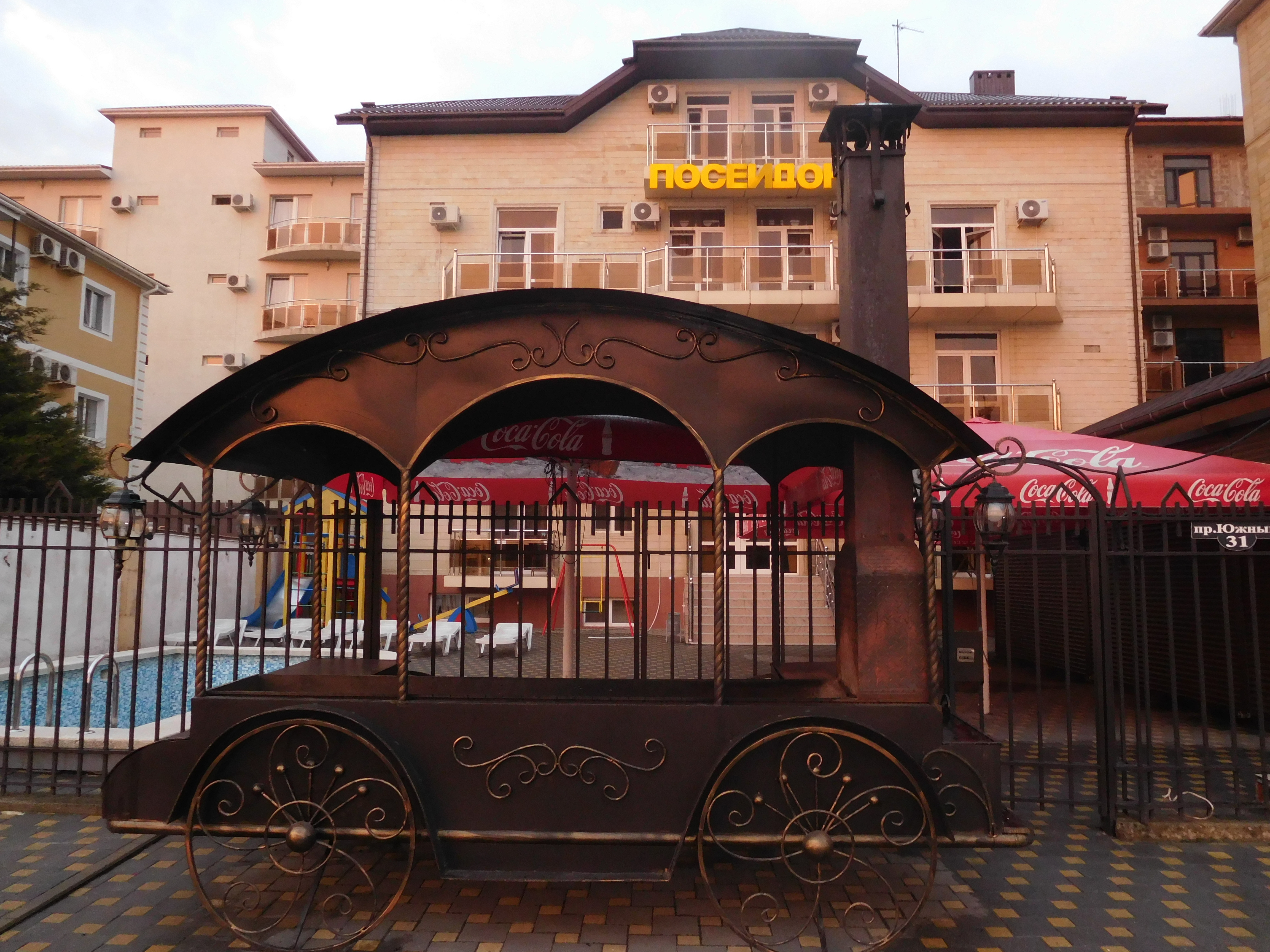
Мангал на Южном проспекте
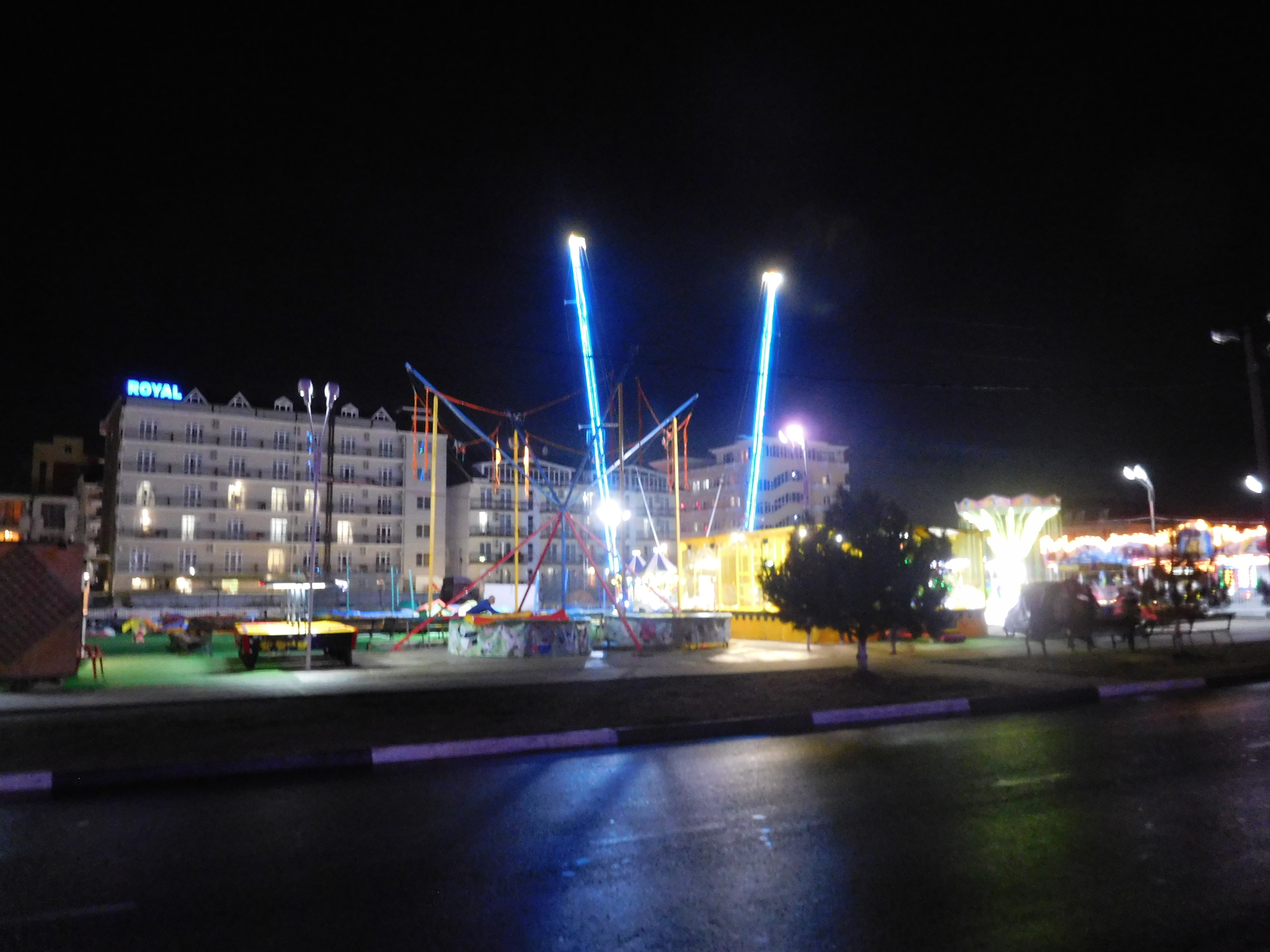
Витязево ночью, городок аттракционов
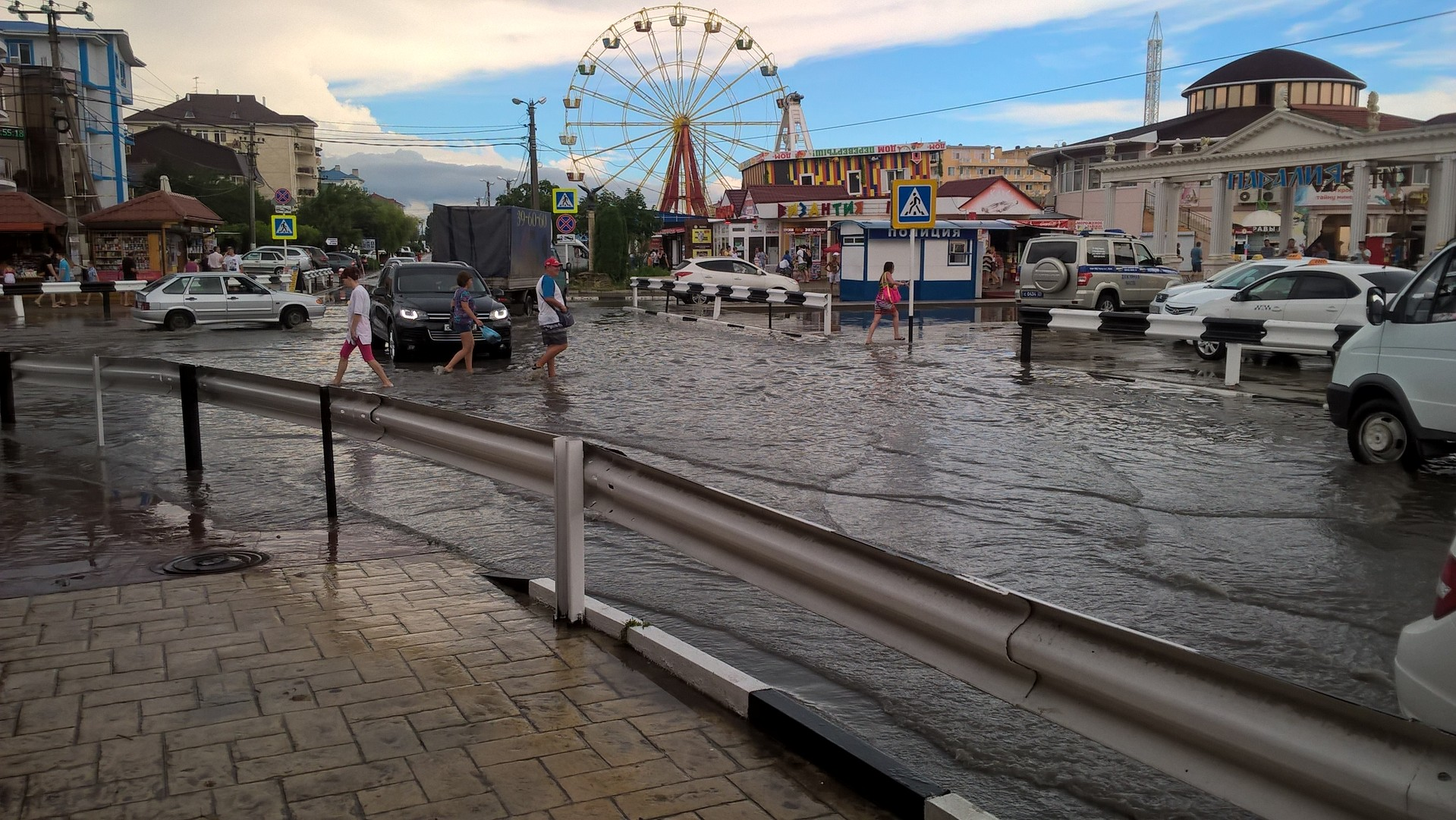
Наводнение в Витязево 1 июля 2016 года
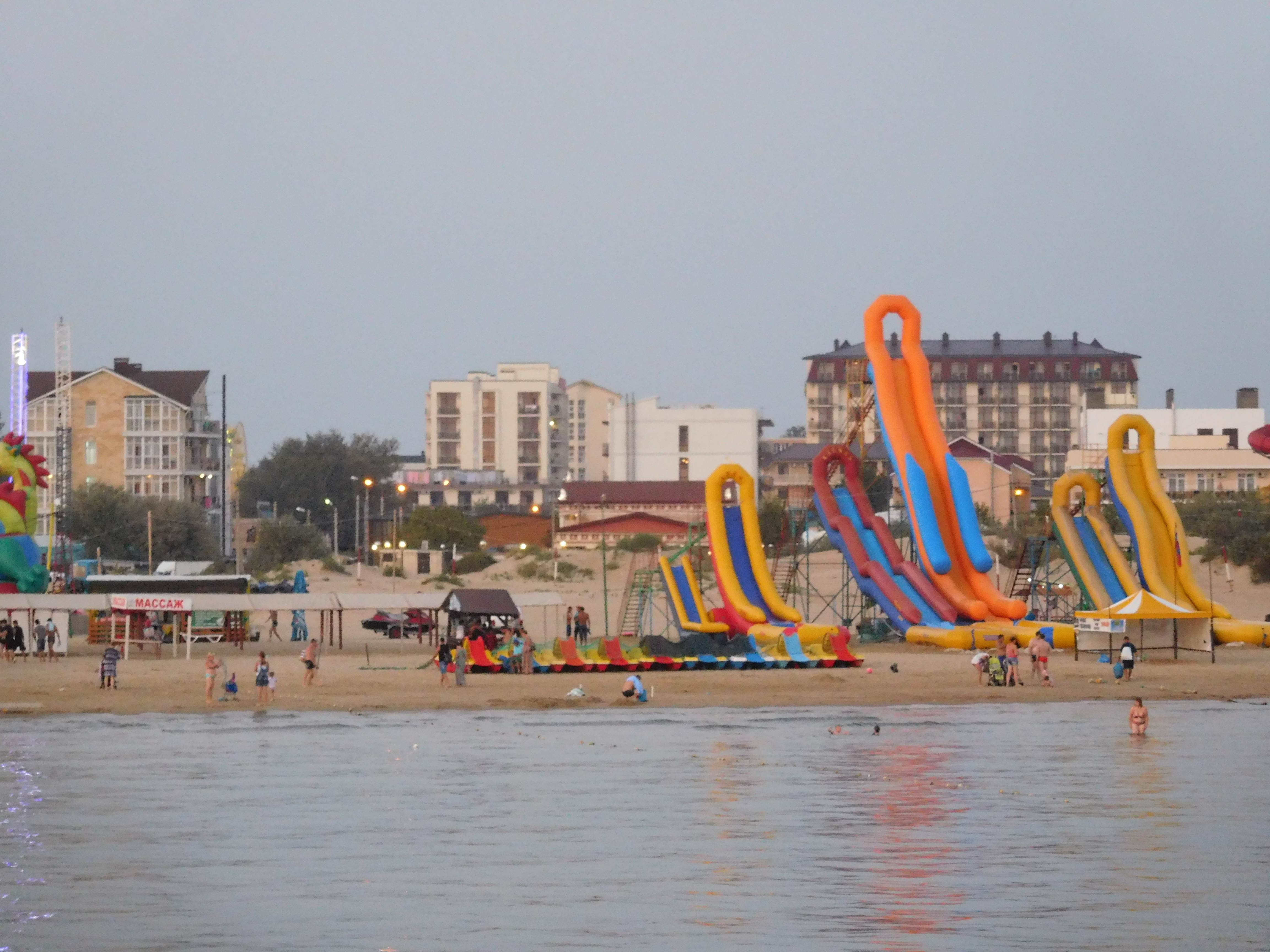
Водные горки на Центральном пляже
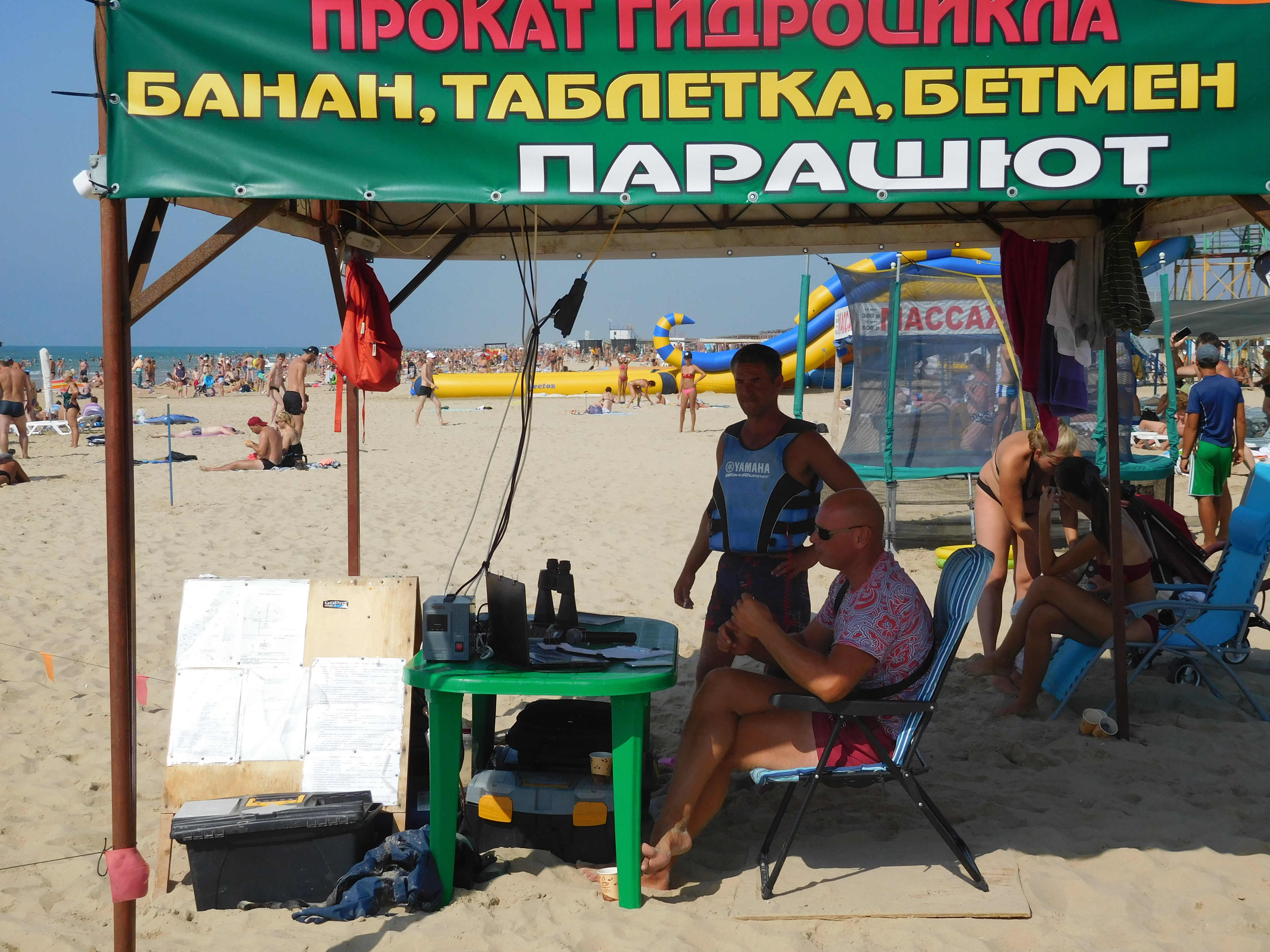
Морские развлечения
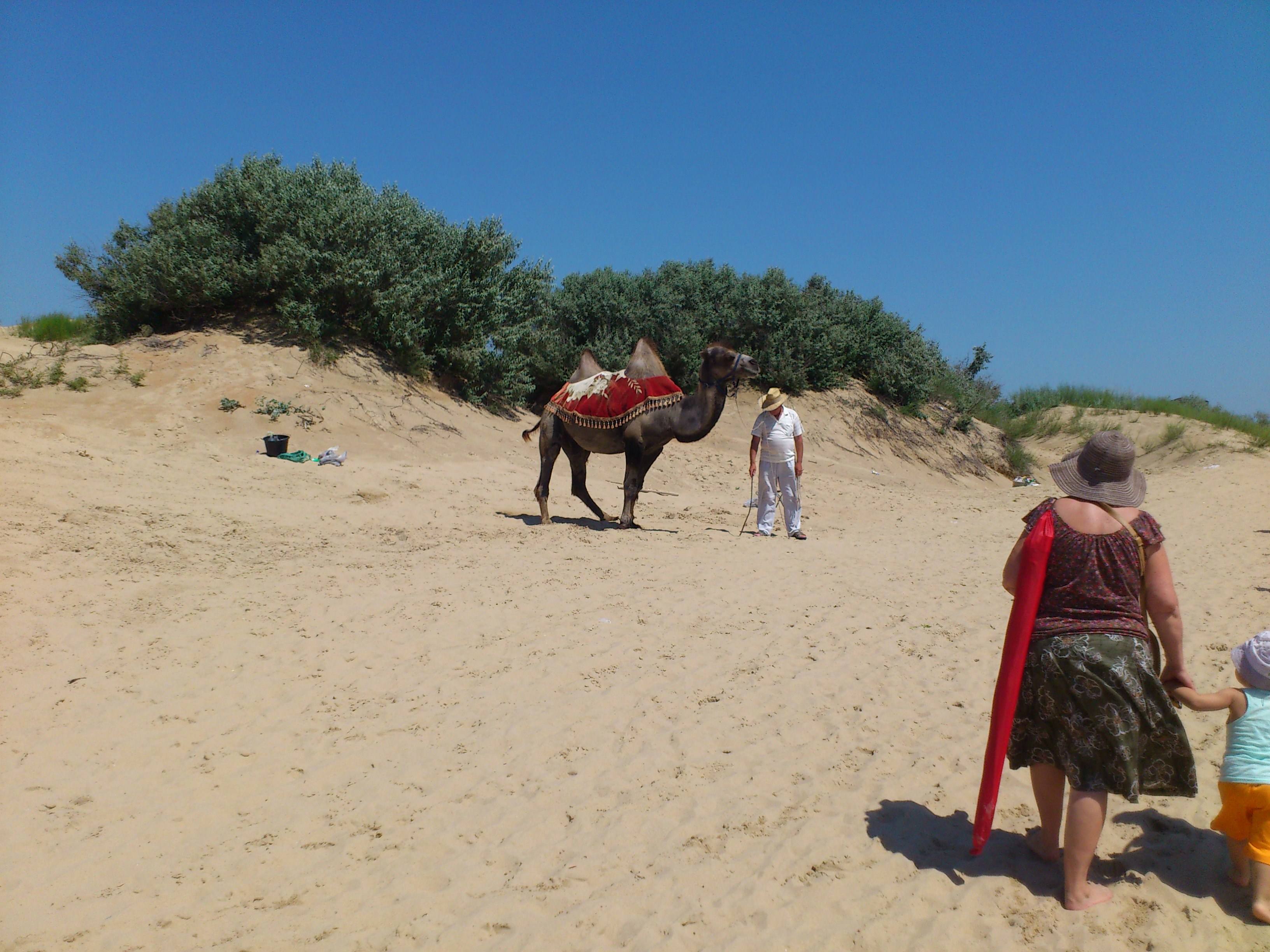
Песчаные дюны в Витязево
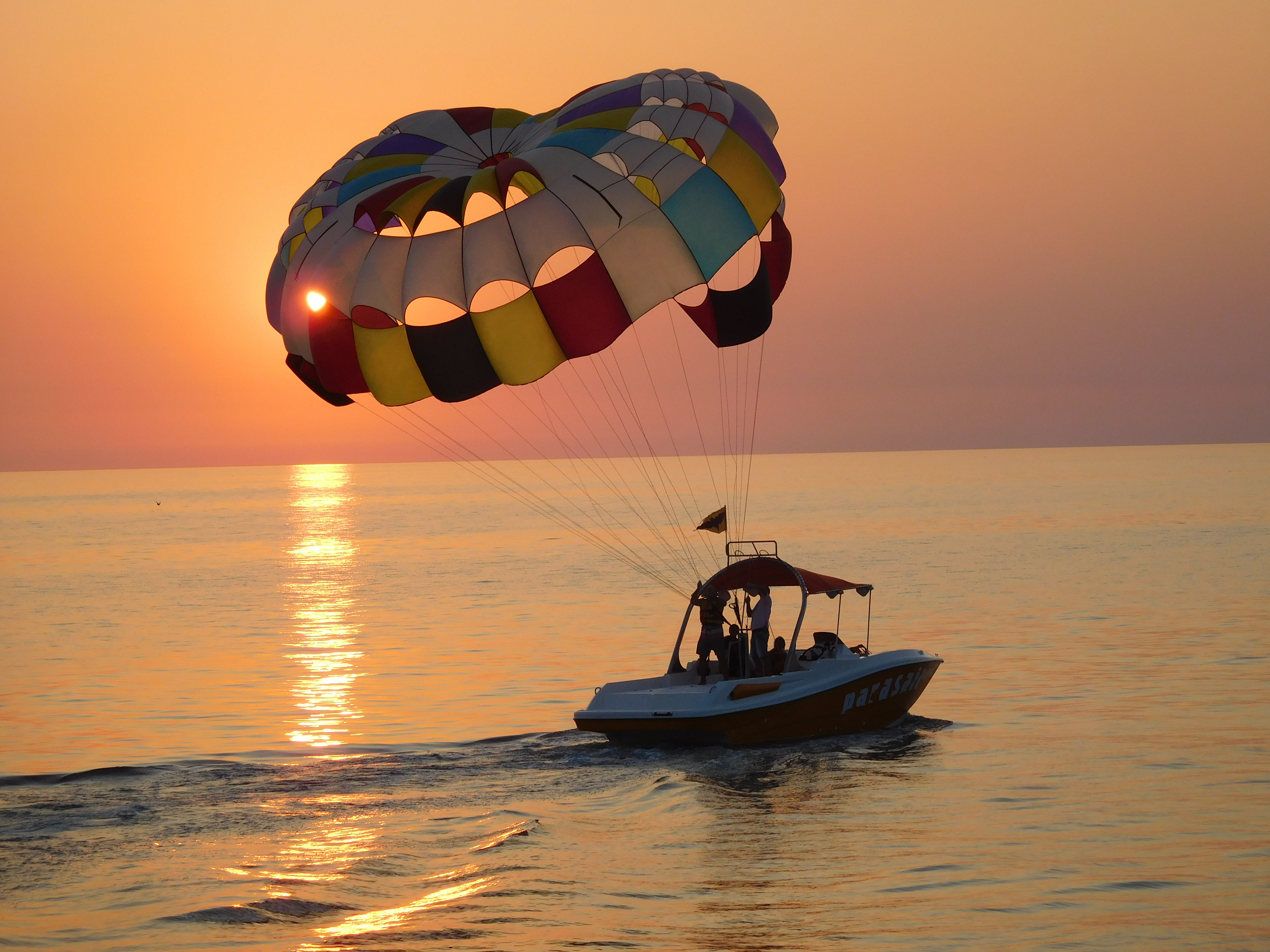
Парасейлинг в Витязево